# 王清惠
王清惠（？—？），一作清蕙，字沖華，宋度宗昭儀，南宋亡後，被押送北上，抵達元上都後，自請為女道士。作有《秋夜寄水月水雲二昆玉》、《擣衣詩呈水雲》、《李陵臺和汪水雲韻》。

## 滿江紅·太液芙蓉
德祐二年（1276年）正月，淮安王伯顏兵臨臨安，王清惠與宋理宗皇后謝道清與宋度宗全皇后等人皆被押送北上，途中經過汴梁夷山，王清惠在驛站牆壁上題《滿江紅》，《永樂大典》、《渚山堂詞話》等提過此詞一時流傳。 汪元量、鄧剡、文天祥皆有和作（次韻）。戚輔之《佩楚軒客談》認為此滿江紅為王清惠位下宮人張瓊瑛所作。

## 軼事
南宋滅亡，汪元量北上見到王清惠等人時，抒發情緒，做了首《秋日酬王昭儀》。
王清惠當年在驛站牆壁上題《滿江紅》，文天祥被押送往北方時得知此詞，文天祥不滿結尾三句：“問嫦娥，於我肯從容，同圓缺。”覺得有點委婉，於是以王清惠語氣代作一首《滿江紅·代王夫人作》。清初詞人彭孫貽再和，他認為文天祥改的句子佳，但認為文天祥解讀錯王清惠末尾的句子。
文天祥囚居金陵時作了首《滿江紅·燕子樓中》和王夫人《滿江紅》韻。
至元二十五年（1288年），汪元量南歸，王清惠作了首《送水雲歸吳》相贈。王國維認為《舊宮人詩詞》，王清惠等十四人送汪水雲南歸，以「勸君更盡一杯酒，西出陽關無故人」分韻賦詩，是偽作。在汪元量水雲《湖山類稿》卷三有《女道士王昭儀仙游詞》，南歸的詩在其後，王清惠過世，在汪元量還沒有南歸的時候，不可能送汪元量，這段紀載與謝皋羽《續琴操序》敘述的人數也不同。

## 诗词
满江红·太液芙蓉
太液芙蓉，浑不似、旧时颜色。曾记得，春风雨露，玉楼金阙。名播兰馨妃后里，晕潮莲脸君王侧。忽一声鼙鼓揭天来，繁华歇。
龙虎散，风云灭。千古恨，凭谁说？对山河百二，泪盈襟血。驿馆夜惊尘土梦，宫车晓辗关山月。问姮娥、于我肯从容，同圆缺。